# Philip Bester
Philip Bester (* 6. Oktober 1988 in Sonthofen, Deutschland) ist ein ehemaliger kanadischer Tennisspieler.

## Karriere

### Kindheit und Juniorspieler
Bester wurde in Deutschland geboren, wuchs aber in North Vancouver, Kanada, auf. Seit er 5 Jahre alt war, wurde er von seinem Vater trainiert. Er wurde kanadischer Tennismeister der Klassen U14, U16 und U18. Als er 13 Jahre alt war, trainierte er bereits an der bekannten Nick Bollettieri Tennis Academy in Florida. Früh schloss er Sponsorenverträge mit Nike und Wilson ab.
Auf der ITF Junior Tour nahm er 2005 und 2006 an sieben von acht Grand-Slam-Turnieren teil. Sein bestes Resultat erzielte er bei den French Open, als er gegen Martin Kližan erst im Finale verlor. Als erster männlicher kanadischer Junior überhaupt stand er in einem Grand-Slam-Finale. Im Doppel war sein bestes Resultat ein Viertelfinale in Wimbledon im selben Jahr. Die höchste Position in der Juniorenrangliste war der achte Rang. Er galt aufgrund seines frühen Erfolgs als eines der vielversprechendsten Talente des Landes.

### Anfänge als Profi (2005–2011)
Noch während seiner Zeit als Junior spielte er erste Turniere der Profis. In Granby gewann er 2005 sein erstes Match auf der ATP Challenger Tour; im Doppel erreichte er mit seinem Landsmann Frank Dancevic sogar das Finale. Auf der untersten Turnierebene, der ITF Future Tour zog er im selben Jahr ins erste Halbfinale ein. Dank einer Wildcard kam er in Montreal auch zu seinem Debüt auf der ATP Tour, bei dem er Ricardo Mello unterlag. Das Jahr beendete er in den Top 800 der Weltrangliste. Bester spielte 2006 mit 17 Jahren das erste Mal für die kanadische Davis-Cup-Mannschaft. Von zwei Matches gewann er eines. 2007 lag der Fokus voll auf der Profiebene, aber Bester schaffte zunächst keine Steigerung. Er gewann einen Future und seinen ersten Challenger-Titel in Granby, machte aber vor allem im Einzel keine Fortschritte. Seinen ersten Titel dort gewann er 2009 bei einem Future; in Vancouver stand er das erste Mal in einem Challenger-Viertelfinale. Auf dieser Ebene und bei Turnieren der ATP Tour schied er aber häufig in der Qualifikation aus. Sein Potential zeigte er gelegentlich: in New Haven besiegte er den 96. der Welt Victor Crivoi deutlich mit 6:2, 6:1. Die Qualifikation schaffte er letztlich nicht.
2010 gelang der erhoffte Durchbruch zunächst. Im Doppel war er bei vier Futures siegreich, während er im Einzel auch dreimal gewann. Mit Siegen gegen Top-100-Spieler wie Björn Phau und Florent Serra überzeugte er weiterhin in Qualifikation zu höherklassigen Turnieren, verlor dann aber gegen schwächer platzierte Konkurrenten. Das Jahr schloss er auf Platz 277 im Einzel ab. Dadurch konnte er an der Qualifikation zu den Australian Open teilnehmen, seine erste Grand-Slam-Teilnahme. Er schied gegen Nicolás Massú zum Auftakt aus. Den Rest des Jahres verbrachte er teils bei Challengers und teils bei Futures. Ein Future im Einzel und den Challenger in Burnie im Doppel waren die einzigen Titel des Jahres. Bis Mitte des Jahres stieg er auf Platz 244. Im Davis Cup verholf er Kanada mit einem Sieg zum Aufstieg in die Weltgruppe, zum ersten Mal seit 2004. 

### Verletzungsprobleme und Comeback (2012–2013)
Nach dem Davis-Cup-Match musste er wegen einer Fraktur in der linken Hand ein halbes Jahr pausieren. Bei seinem Comeback Anfang 2012 stand er außerhalb der Top 500. Durch seinen erstmaligen Halbfinaleinzug, abermals in Granby, schaffte er zumindest die Top 600 zu halten. Im Doppel gewann er in Granby den zweiten Titel. Von September 2012 bis März 2013 fehlte Bester erneut wegen einer Verletzung. Wegen ausbleibender Besserung musste er nochmal ein halbes Jahr an seinen Verletzungen laborieren, bevor er im Juli 2013 auf die Tour zurückkehrte. Er gewann sofort ein Futureturnier und stellte sein Ergebnis in Granby ein, indem er das Halbfinale erreichte. Er besiegte unter anderem die Nummer 75 Nicolas Mahut. Nach zwei Jahren kehrte er in die Top 400 zurück.

### Karrierehoch und -ende (2014–2017)
2014 verlief ohne große Erfolge für Bester. 2015 wurde hingegen zum besten Jahr seiner Karriere. Im Einzel gewann er zwei und im Doppel einen Future. Mehr Erfolg hatte er erstmals bei Challengers. Im Doppel gewann er zum dritten Mal in Granby sowie das erste Mal in Drummondville, während er auch im Einzel das Endspiel von Granby erreichte, das er gegen Vincent Millot verlor. Bei den US Open spielte er zum zweiten Mal die Qualifikation eines Grand-Slams. Auch diesmal verlor er in der ersten Runde. Das Karrierehoch von Rang 225 hatte er im Juli 2015 erreicht. Bis Ende des Jahres schaffte er aber seltener den Einzug in die zweite Runde. Auch bei Turnieren der ATP Tour konnte er Wildcards erneut nicht nutzen. 2016 gewann Bester den neunten und letzten Einzel-Futuretitel seiner Karriere. Im Doppel stieg er in der Weltrangliste nach zwei weiteren Triumphen bei Challengers auf Platz 140, sein Allzeithoch. In Toronto holte er mit seinem Landsmann Adil Shamasdin seinen einzigen Sieg auf dieser Ebene. Die letzte Davis-Cup-Begegnung spielte Bester ebenfalls 2016.
Beim Challenger im Vancouver gab er schließlich 2017 seinen Rücktritt als Spieler bekannt. Neben neun Titeln im Einzel hatte er im Doppel 20 Titel gewonnen (darunter sieben Challengers). Im Einzel konnte er nie ein Match auf der ATP Tour gewinnen.

## Erfolge
| Legende (Anzahl der Siege)  |
| Grand Slam                  |
| ATP World Tour Finals       |
| ATP World Tour Masters 1000 |
| ATP World Tour 500          |
| ATP World Tour 250          |
| ATP Challenger Tour (7)     |

### Doppel

#### Turniersiege
| Nr. | Datum              | Turnier       | Belag         | Partner        | Finalgegner                     | Ergebnis           |
| --- | ------------------ | ------------- | ------------- | -------------- | ------------------------------- | ------------------ |
| 1.  | 13. Juli 2008      | Granby (1)    | Hartplatz     | Peter Polansky | Alberto Francis Nicholas Monroe | 2:6, 6:1, [10:5]   |
| 2.  | 5. Februar 2011    | Burnie        | Hartplatz     | Peter Polansky | Marinko Matosevic Jose Statham  | 6:4, 3:6, [14:12]  |
| 3.  | 22. Juli 2012      | Granby (2)    | Hartplatz     | Kanada         | Yūichi Itō Takuto Niki          | 6:1, 6:2           |
| 4.  | 21. März 2015      | Drummondville | Hartplatz (i) | Australien     | Kanada Frank Moser              | 6:4, 7:66          |
| 5.  | 25. Juli 2015      | Granby (3)    | Hartplatz     | Peter Polansky | Enzo Couacaud Luke Saville      | 6:75, 7:62, [10:7] |
| 6.  | 19. Februar 2016   | Morelos       | Hartplatz     | Peter Polansky | Marcelo Arévalo Sergio Galdós   | 6:4, 3:6, [10:6]   |
| 7.  | 18. September 2016 | Cary          | Hartplatz     | Peter Polansky | Stefan Kozlov Austin Krajicek   | 6:2, 6:2           |